# 바키트잔 사긴타예프
바키트잔 아브디로비치 사긴타예프(카자흐어: Бақытжан Әбдірұлы Сағынтаев 바크트잔 애브디룰르 사근타예프, 러시아어: Бакытжа́н Абди́рович Сагинта́ев, 1963년 10월 13일~)는 카자흐스탄의 정치인으로 2016년 9월 8일부터 2019년 2월 21일까지총리직을 역임했다. 2013년 1월부터 카자흐스탄 제1부총리직을 역임한 바 있었다. 2019년 2월 21일 나자르바예프 대통령이 경제.사회개혁 문제에 성과를 못내 내각을 해산하여 사긴타예프는 총리직을 물러났다. 2019년 6월 28일부터 알마티 시장으로 재직 중이다.